# Art Cruickshank
Art Cruickshank (* 17. Dezember 1918 in Massachusetts; † 22. Mai 1983 im Los Angeles County, Kalifornien) war ein US-amerikanischer Spezialeffektkünstler, der 1967 für Die phantastische Reise den Oscar in der Kategorie Beste visuelle Effekte erhielt.

## Leben
Er wurde 1939 von Disney als Animationskameramann angestellt, wo er für die Multiplan-Kamera zuständig war. 1964 wechselte er zur Spezialeffekte-Abteilung bei 20th Century Fox, wo er unter anderem an der Fernsehserie Verschollen zwischen fremden Welten und Spielfilmen wie Doctor Dolittle und Planet der Affen mitarbeitete.
Für den Film Die phantastische Reise erhielt er 1967 den Oscar in der Kategorie Beste visuelle Effekte. Nach seinem Wechsel zurück zu Disney im Jahr 1971 war für die Spezialeffekte bei Filmen wie Herbie groß in Fahrt, Die Flucht zum Hexenberg und Elliot, das Schmunzelmonster zuständig. 1979 folgte Das schwarze Loch für den er die zweite Nominierung für einen Oscar erhielt. Der letzte Spielfilm, an dem er mitarbeitete, war Das Böse kommt auf leisen Sohlen der 1983 veröffentlicht wurde.

## Filmografie
- 1958: Disneyland: Magic and Music (Folge 4x22)
- 1964: Mary Poppins
- 1965: Verschollen zwischen fremden Welten (Lost in Space)
- 1965: Michelangelo – Inferno und Ekstase (The Agony and the Ecstasy)
- 1966: Die phantastische Reise (Fantastic Voyage)
- 1967: Das Tal der Puppen (Valley of the Dolls)
- 1967: Derek Flint – hart wie Feuerstein (In Like Flint)
- 1967: Doctor Dolittle
- 1967: Chicago-Massaker (The St. Valentine's Day Massacre)
- 1967: Der tolle Mr. Flim-Flam (The Flim-Flam Man)
- 1967: Leitfaden für Seitensprünge (A Guide for the Married Man)
- 1968–1970: Planet der Giganten (Land of the Giants) (51 Folgen)
- 1968: Die Lady in Zement (Lady in Cement)
- 1968: Planet der Affen (Planet of the Apes)
- 1968: Der Detektiv (The Detective)
- 1968: Die wilden Jahre (The Sweet Ride)
- 1968: Star!
- 1968: The Secret Life of an American Wife
- 1969: 100 Gewehre (100 Rifles)
- 1969: Zwei Banditen (Butch Cassidy and the Sundance Kid)
- 1969: Die Unbesiegten (The Undefeated)
- 1969: Hello, Dolly!
- 1969: John und Mary (John and Mary)
- 1969: Alexandria (Justine)
- 1969: Che!
- 1969: Der Killer und die Dirne (Hard Contract)
- 1970: Das einzige Spiel in der Stadt (The Only Game in Town)
- 1970: Die große weiße Hoffnung (The Great White Hope)
- 1970: M.A.S.H. (MASH)
- 1970: Patton – Rebell in Uniform (Patton)
- 1970: Rückkehr zum Planet der Affen (Beneath the Planet of the Apes)
- 1970: Tora! Tora! Tora!
- 1970: Cover Me Babe
- 1970: Move
- 1970: Myra Breckinridge – Mann oder Frau? (Myra Breckinridge)
- 1971: Killersatelliten (Earth II)
- 1971: They Call It Murder
- 1972: Erbschaft in Weiß (Snowball Express)
- 1973: Big Boy – Der aus dem Dschungel kam (The World's Greatest Athlete)
- 1973: Charley and the Angel
- 1973: Mystery in Dracula's Castle
- 1974: Herbie groß in Fahrt (Herbie Rides Again)
- 1974: Insel am Ende der Welt (The Island at the Top of the World)
- 1975: Der Retorten-Goliath (The Strongest Man in the World)
- 1975: Die Flucht zum Hexenberg (Escape to Witch Mountain)
- 1975: Die Semmelknödelbande (The Apple Dumpling Gang)
- 1976: Ein ganz verrückter Freitag (Freaky Friday)
- 1976: Zotti, das Urviech (The Shaggy D.A.)
- 1976: Das große Ferienabenteuer (No Deposit, No Return)
- 1976: Der Goldschatz von Matecumbe (Treasure of Matecumbe)
- 1976: Gus
- 1977: Der tolle Käfer in der Rallye Monte Carlo (Herbie Goes to Monte Carlo)
- 1977: Elliot, das Schmunzelmonster (Pete's Dragon)
- 1978: Die Katze aus dem Weltraum (The Cat from Outer Space)
- 1978: Der Sieg der Sternenkinder (Return from Witch Mountain)
- 1978: Die gläserne Puppe (Child of Glass)
- 1978: Heiße Schüsse, kalte Füße (Hot Lead and Cold Feet)
- 1979: Das schwarze Loch (The Black Hole)
- 1979: Die Rückkehr der Semmelknödelbande (The Apple Dumpling Gang Rides Again)
- 1979: Eine ganz irre Truppe (The North Avenue Irregulars)
- 1980: Bruchlandung im Paradies (The Last Flight of Noah's Ark)
- 1980: Herbie dreht durch (Herbie Goes Bananas)
- 1980: Schrei der Verlorenen (The Watcher in the Woods)
- 1981: Condorman
- 1981: Zum Teufel mit Max (The Devil and Max Devlin)
- 1982: Tron
- 1983: Das Böse kommt auf leisen Sohlen (Something Wicked This Way Comes)